# アイモビー
株式会社アイモビー（アイモビー、英: iMobie Inc.）は、2011年に創立されたソフトウェア・アプリの開発を行っている中国企業である。
iOSおよびAndroidユーザー向けのWindowsおよびMac用のソフトウェアを企画・開発・販売をしている。主なソフトはiPhoneデータ転送ソフト「AnyTrans」、スマホデータ復元ソフト「PhoneRescue」、iPhoneパスワード解除ソフト「AnyUnlock」やAndroid復元・修復ソフト「DroidKit」がある。

## 沿革
- 2011年4月 - iMobie（アイモビー）設立。
- 2012年5月 - iPhoneデータ転送ソフトiMobie「AnyTrans」リリース。
- 2014年6月 - iPhoneデータ復元ソフトiMobie「PhoneRescue for iOS」リリース。
- 2017年6月 - Androidデータ復元ソフトiMobie「PhoneRescue for Android」リリース。
- 2018年1月 - Androidデータ転送ソフトiMobie「AnyDroid」リリース。
- 2020年5月 - iPhoneパスワード解除ソフトiMobie「AnyUnlock」リリース。
- 2020年7月 - iOSシステム修復ソフトiMobie「AnyFix」リリース。
- 2020年7月 - M1 Mac対応App判定ソフト「iMobie M1 App Checker」リリース。
- 2021年5月 - Android復元・修復ソフトiMobie「DroidKit」リリース。

## 主な製品
- iPhoneデータ転送ソフト「AnyTrans」[2]
- スマホデータ復元ソフト「PhoneRescue」[3]
- iOSアプリをM1 Macで実行「iMobie M1 App Checker」[4]
- iPhoneパスワード解除ソフト「AnyUnlock」
- iOSシステム修復ソフト「AnyFix」
- Androidデータ転送ソフト「AnyDroid」
- Android復元・修復ソフト「DroidKit」
- スマホデータ転送ソフト「PhoneTrans」
- スマホアプリ移行ソフト「AppTrans」
- クラウドデータマネージャー「AnyDrive」